# Mystery shopping
Mystery shopping eller secret shopping är en metod för att utvärdera om saker och ting fungerar i en butik eller annan verksamhet som har direkta kundrelationer.

## Terminologi och avgränsning
Det finns för närvarande ingen vedertagen svensk översättning till mystery shopping. När branschen var ny och i synnerhet innan branschorganisationen MSPA bildades användes ett antal begrepp såsom anonyma kundbesök och anonyma gäster för att beskriva metoden, men dessa begrepp används nu huvudsakligen för att beskriva delar av vad en mystery shopper gör.
Provköp är ett närliggande begrepp som på engelska vanligen går under benämningarna integrity evaluation eller integrity testing. Syftet med provköp är att hitta ekonomiska felaktigheter eller felaktig hantering av till exempel legitimationstvång, medan syftet med mystery shopping är att hitta goda föredömen och förbättringsmöjligheter för att utveckla personalen. Dessa två företeelser har således olika syften. En del leverantörer arbetar med båda tjänsterna, men har då ofta fast anställd personal och inte mystery shoppers anlitade på frilansbasis.

## Kommersiell bakgrund
Mystery shopping är en form av marknadsundersökning. Tanken är att det är ovanligt att konsumenten av sig själv berättar i butiken om sina erfarenheter som kund. Branschens företrädare menar att 90% av butikskunderna normalt sett inte framför klagomål även om de är missnöjda, och eftersom det kostar mer att få en ny kund än att behålla en befintlig kund (siffran fem gånger så mycket nämns ofta) är det sunt förnuft och ekonomi att veta om butikens svagheter och styrkor.

## Metod
Branschens företrädare brukar betona att mystery shopping inte är en marknadsundersökning där shoppern avger något betyg eller lämnar subjektiva synpunkter på hur en verksamhet fungerar. Mystery shopping är när en person utger sig för att vara en potentiell kund och utvärderar en verksamhet utifrån de kriterier som företaget själv har definierat. Företaget (uppdragsgivaren) fastställer i samarbete med ett externt mystery shoppingföretag, MS Provider, vad som skall mätas och hur. Checklistan kan ofta innehålla frågor med färdiga svarsalternativ så att shoppern kan svara på ett objektivt sätt.
Mystery shopping kan genomföras i alla branscher, trots att man av namnet kan tro att det bara används i butiker. Shoppern kan behöva vara i en speciell målgrupp och använda ett specifikt scenario för att kunna utvärdera den aktuella tjänsten. Om uppdraget går ut på att ett bilföretag vill testa försäljningsprocessen kan shoppern behöva äga en bil av ett särskilt märke och modell samt ha en inkomst över en viss nivå för att kunna vara aktuell som potentiell kund av just det bilmärket. Vill bilföretaget testa sin verkstad kan shoppern behöva äga en bil av en speciell modell som det är dags att lämna in på 2000-milaservice; shoppern får då oftast inte redan vara kund hos någon av de andra serviceverkstäder som ingår i samma kedja.

## Etik
Branschorganisationen för mystery shopping, Mystery Shopping Providers Association (MSPA) har definierat en Code of Professional Standards and Ethics Agreement för företag och anställda. Branschorganisationens riktlinjer föreskriver bland annat att personalen ska informeras om att mystery shopping kommer att genomföras och vad som kommer att utvärderas, däremot inte av vem och när.
Utanför Sverige har mystery shopping använts för att utvärdera till exempel kyrkor och sjukhusvård vilket vållat en viss etikdebatt. Det har också ifrågasatts om hemlig övervakning i sig uppfyller alla etiska krav.

## Mystery shopper
En mystery shopper är en person som är anlitad för att fungera som en vanlig konsument och redovisa vad han eller hon upplever. Han eller hon använder tiden i butiken så som genomsnittskonsumenten skulle använda tiden, och får i uppdrag att fokusera på särskilda förhållanden till exempel personal, prismärkning, exponering av varor, extraerbjudanden, kassaservice eller speciella varukategorier. Han eller hon rapporterar sedan om sina upplevelser från det han eller hon stiger ut ur sin bil, får tag på en kundvagn, går mot entrén, gör sina inköp i butiken och når tillbaka till sin bil igen.